# Simon Lorenz
Simon Lorenz (Buchen, 30 marzo 1997) è un calciatore tedesco, difensore dell'Ingolstadt 04.

## Carriera
Cresciuto nel settore giovanile dell'Hoffenheim, ha esordito in prima squadra il 7 dicembre 2017 disputando l'incontro di Europa League pareggiato 1-1 contro il Ludogorec. Nel gennaio 2018 viene ceduto in prestito al Bochum, in seconda divisione, fino al termine della stagione. Anche se non viene mai schierato, in estate viene acquistato a titolo definitivo. Sempre in estate, viene girato in prestito al Monaco 1860, in terza divisione, per tutta la stagione. Rientrato dal prestito, nella stagione 2019-2020 colleziona 17 presenze e una rete in totale, con la maglia del Bochum. Nel luglio 2020, firma con l'Holstein Kiel, altro club della seconda divisione tedesca.

## Statistiche

### Presenze e reti nei club
Statistiche aggiornate al 9 maggio 2022.
| Stagione             | Squadra              | Campionato           | Campionato | Campionato | Coppe nazionali | Coppe nazionali | Coppe nazionali | Coppe continentali | Coppe continentali | Coppe continentali | Altre coppe | Altre coppe | Altre coppe | Totale | Totale |
| Stagione             | Squadra              | Comp                 | Pres       | Reti       | Comp            | Pres            | Reti            | Comp               | Pres               | Reti               | Comp        | Pres        | Reti        | Pres   | Reti   |
| -------------------- | -------------------- | -------------------- | ---------- | ---------- | --------------- | --------------- | --------------- | ------------------ | ------------------ | ------------------ | ----------- | ----------- | ----------- | ------ | ------ |
| 2016-2017            | Hoffenheim II        | RL                   | 35         | 4          |                 | -               | -               |                    | -                  | -                  |             | -           | -           | 35     | 4      |
| 2017-gen. 2018       | Hoffenheim II        | RL                   | 17         | 3          |                 | -               | -               |                    | -                  | -                  |             | -           | -           | 17     | 3      |
| Totale Hoffenheim II | Totale Hoffenheim II | Totale Hoffenheim II | 52         | 7          |                 | -               | -               |                    | -                  | -                  |             | -           | -           | 52     | 7      |
| 2017-gen. 2018       | Hoffenheim           | BL                   | 0          | 0          | CG              | 0               | 0               | UCL+UEL            | 0+1                | 0                  |             | -           | -           | 1      | 0      |
| gen.-giu. 2018       | Bochum               | 2L                   | 0          | 0          | CG              | -               | -               |                    | -                  | -                  |             | -           | -           | 0      | 0      |
| 2018-2019            | Monaco 1860          | 3L                   | 37         | 3          | CG              | 1               | 0               |                    | -                  | -                  |             | -           | -           | 38     | 3      |
| 2019-2020            | Bochum               | 2L                   | 16         | 1          | CG              | 1               | 0               |                    | -                  | -                  |             | -           | -           | 17     | 1      |
| Totale Bochum        | Totale Bochum        | Totale Bochum        | 16         | 1          |                 | 1               | 0               |                    | -                  | -                  |             | -           | -           | 17     | 1      |
| 2020-2021            | Holstein Kiel        | 2L                   | 17+2       | 1+1        | CG              | 4               | 0               |                    | -                  | -                  |             | -           | -           | 23     | 2      |
| 2021-2022            | Holstein Kiel        | 2L                   | 26         | 1          | CG              | 2               | 0               |                    | -                  | -                  |             | -           | -           | 28     | 1      |
| Totale Holstein Kiel | Totale Holstein Kiel | Totale Holstein Kiel | 45         | 3          |                 | 6               | 0               |                    | -                  | -                  |             | -           | -           | 51     | 3      |
| Totale carriera      | Totale carriera      | Totale carriera      | 150        | 14         |                 | 8               | 0               |                    | 1                  | 0                  |             | -           | -           | 159    | 14     |